# Hipódromo Cómico

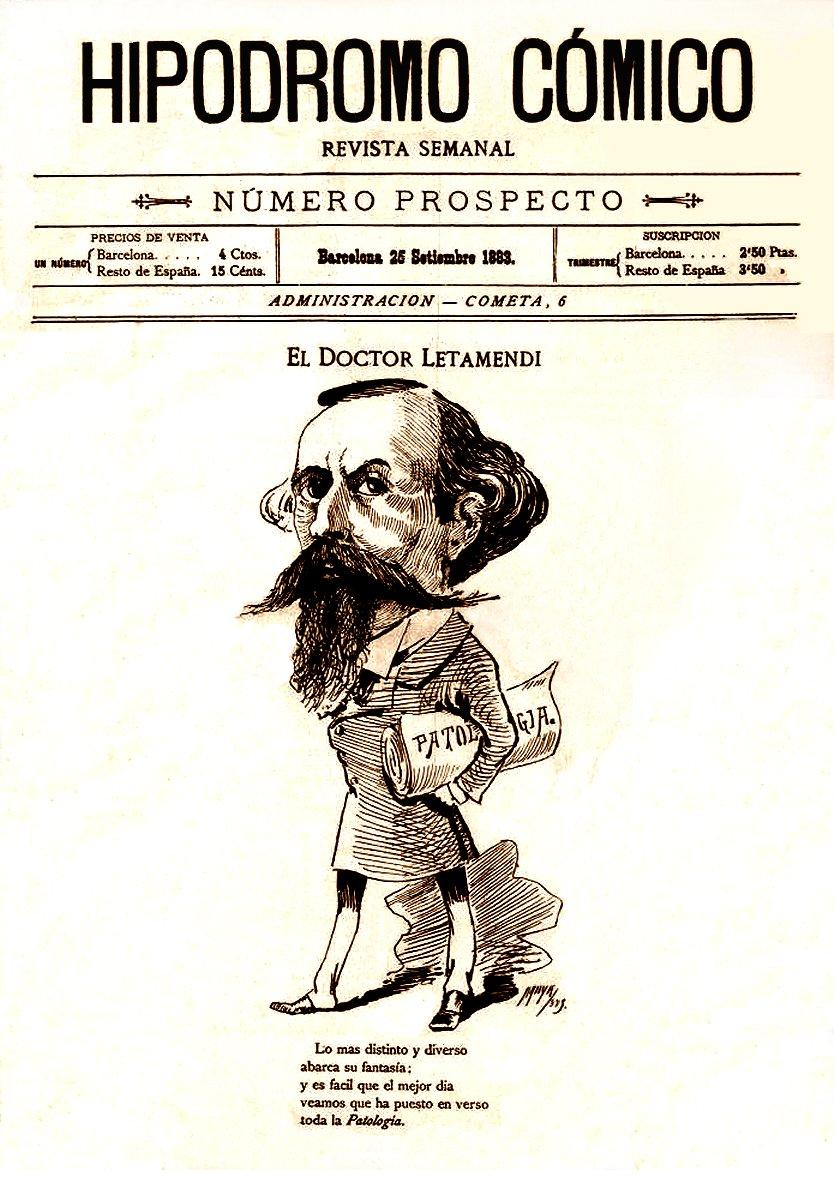
Hipódromo Cómico

Hipódromo cómico és una revista que va ser publicada al segle xix en llengua castellana. Amb un estil de caràcter humorístic va sorgir per escriure sobre les carreres de cavalls que es feien a l'hipòdrom de la ciutat de Barcelona. Tot i així, no només tractava sobre les curses de l'hipòdrom, ja que en realitat recollia tota mena de textos, caricatures i fins i tot poemes satírics. Gran part dels textos que eren publicats a la revista estava firmada mitjançant pseudònims. No obstant això, a vegades hi havia alguna excepció i alguns escrits anaven firmats amb noms reals.

## Orígens
La revista anomenada Hipódromo cómico, va ser publicada a la ciutat de Barcelona entre el 6 d'octubre i el 25 de novembre de 1883. En un principi, havia existit el propòsit de fer una edició cada setmana, i per tant, estaríem parlant d'una producció setmanal. Però això no sempre va ser així, i esdevé una certa irregularitat en el seu procés de publicació. En total van sortir publicats set números, dels quals un era el prospecte del dia 25 de setembre. En principi, es publicava el dijous de cada setmana, segons podem veure en la mateixa revista a l'última pàgina, en cada un dels sis números (més el prospecte).

## Lloc d'edició
Els sis números que van ser publicats entre els mesos d'octubre i novembre van ser impresos a la casa de Luís Tasso y Serra de l'Arc del Teatre 21-23. Curiosament, el prospecte de la revista que va ser tret a la llum el 25 de setembre es va imprimir en un altre lloc. Aquest va ser imprès a la tipografia del carrer de Sant Domènec del call 9. Quant a la part litogràfica va ser estampada a Arce, del carrer Cometa 6.

## Curiositats
En els diferents números que van ser publicats, les caricatures adquireixen un protagonisme notori. El caricaturista Moya és un dels que les feia i van ser nombroses. Eren sobre personatges diferents i rellevants en la vida social barcelonina. Algunes de les més destacades van ser les del dr. Letamendi entre moltes altres, on la seva caricatura anava acompanyada del següent text: “lo más distinto y diverso abarca su fantasía; y es fácil que el mejor día veamos que ha puesto en verso toda la Patalogía”.
Hi havia dos preus de la revista. A la ciutat de Barcelona valia quatre centaus, a diferència de la resta d'Espanya, que tenia un valor de quinze. A més, també hi havia l'opció de la subscripció. De la mateixa manera, la quantitat a pagar era diferent a Barcelona que a altres localitats de fora de la ciutat condal. En concret, a la capital catalana valia 2,50 pessetes, i a la resta 3,50.

## Importància de Santiago Rusiñol
La revista va tenir com a protagonista principal en molts dels seus números editats a Santiago Rusiñol, que va ser un pintor, a més d'escriptor i dramaturg, important de l'època i del modernisme català. Els experts parlen de quatre grans composicions litogràfiques publicades a Hipódromo cómico per part de Rusiñol. Tenien un estil costumista.
Les diferents composicions artístiques que van ser publicades a la revista, eren d'una qualitat extraordinària, amb grans detalls. Era una revista dinàmica a l'hora de llegir i que buscava una ironia en les seves diferents peces.